# بالا شاملیق
بالا شاملیق (به لاتین: Bala Şamlıq) یک منطقه مسکونی در جمهوری آذربایجان است که در شهرستان تووز واقع شده است.